# Cylindromyia brevicornis
Cylindromyia brevicornis là một loài ruồi trong họ Tachinidae.